# ワースト (漫画)
『ワースト』は、小室孝太郎による日本のSF漫画。『週刊少年ジャンプ』（集英社）において、1970年11号から1971年34号まで休載を挟みつつ連載された。

## ストーリー

### 第一部（1970年11号〜16号、全6話）
不良少年・カミソリ鋭二は、ある日、本能的な危険を感じ、廃倉庫の地下室に立て篭もる。そして長い雨が降り終わった後に外に出た彼が見たものは、無人の街と人間の死体から誕生し、殺してもバラバラにしても再生する夜行性の「最悪の生き物」＝ワーストマンたちだった。雨の中に人間を殺し、怪物に変貌させる恐るべきウイルスが混在していたのだ。ワーストマンと化した人間たちと戦いながら、幼い腕白少年・前島卓（タク）、米軍兵士・ハリー、不良学生・遠崎ら生き残りを探し集めた鋭二は、霞が関ビルを砦として立て篭もるが、逃げ込んできた子供を助けるために命を落とす。

### 第二部（1970年32号〜46号、全15話）
第一部から約6年。鋭二の遺志を受け継ぎ、ワーストマンの潰滅を誓った卓は、寸暇を惜しんで勉学に勤しみ、豊富な物資を蓄えた堅固なビルの砦で生存者たちの若きリーダーとなっていく。しかし、ただでさえ不死身の生命力を持つワーストマンたちは陸に、空に、水中に、環境に合わせて進化し、知能も発達し、逆に人類のほうが追い詰められていく。さらに生物相の変異により、マンモスキノコなどの異様な植物たちが繁茂していく東京はかつての文明を失い、水源も失い、大事な人たちをも失っていく。そんな中、このまま東京に踏みとどまっては危険だと察した卓は、全員を引き連れて離島へ避難することを決断。年長者の遠崎ら大事な仲間の何人かを失いつつも、生存者は船で東京を脱出する。

### 第三部（1971年19号〜34号、全16話）
数十年後。すでに卓たちの世代は老人となっていたが、ワーストマンたちが地球を制圧している状況は変わらなかった。さらに各国の生存者たちから寄せられたレポートにより、ワーストマンたちが人工的な集落を作るなど、着々と“新人類”へ進化していく様子も報告され、卓たちを慄然とさせる。そんな中、ワーストマン潰滅の研究のために家族を省みなかった卓に敵愾心を燃やす孫の力（リキ）が殺人を行い、死刑の代わりに東京の復興を命じられてしまう。ワーストマンたちの蠢く日本の本土に送り込まれた力は伝染病に侵されているワーストマンたちを発見。それによってついに卓はワーストマンの弱点と潰滅方法を発見するが、その時地球は新たな氷河期＝人類最大の“ワースト”を迎えようとしていた。絶望と安らぎの中、力は幼馴染の少女と服毒自殺を遂げる。
世界規模の劇的な寒冷化によって氷河期の中の人類滅亡を覚悟した卓は、高度な環境適応能力を持つワーストマンがその氷河期の猛威を生き抜いて最終的な勝利を収める未来を予期し、それを回避すべく氷河期の備えに奔走しつつも対ワーストマン用のウイルスを量産し、全世界へ散布させる。世界各地が猛吹雪に覆われる中、体を病魔に犯されて溶け崩れるワーストマン達。しかし、世界の氷結化がそれを上回る早さで進み、両者の戦いは決着を迎えることなく全世界は雪と氷に覆われていった。
そして、はるか未来。ようやく氷河期が終わりを告げた世界の日差しの中を動く影があったが、それは人類なのかワーストマンなのか。確かめた者はいなかった。

## 解説
作者の小室孝太郎が手塚治虫の愛弟子だったせいか、本作で卓越した構成力と語り口の巧さを見せている。特に少年向けSF漫画としては数十年にわたる人類とワーストの戦いを3部構成で、しかもその都度主人公が変わるという、非常にユニークな構成をとっている。
人類とワーストの戦いが決着を見ないまま地球が氷河期に覆われ、20万年後の地球にどちらか正体のわからないシルエットの群れが陽光の下に姿を現すという、余韻のある謎めいた結末のつけ方は、小室の才気を感じさせるものとして評価されている。
単行本は1970年、1971年にジャンプコミックス（集英社）から全4巻で刊行され、その後もサンコミックス（朝日ソノラマ）、星雲社、朝日ソノラマ、復刊ドットコムなどで再刊されている。
2019年に発売された復刊ドットコム版は全2巻の「完全版」と銘打って、雑誌掲載されたものの単行本には未収録だったページと、単行本化の際に描き下ろされたページを共に収録し、下巻の巻末には、小室のSF連載作品「トワイライトゾーン」を収録した。